# Apicia graceiaria
Apicia graceiaria is een vlinder uit de familie van de spanners (Geometridae). De wetenschappelijke naam van de soort is voor het eerst geldig gepubliceerd in 1951 door Kirkwood.